# Дхармакая
Дхармака́я (санскр. धर्मकाय, IAST: dharmakāya, «сущностное тело», «тело дхармы») или Ваджрака́я (санскр. वज्रकाय, IAST: vajrakāya, «алмазное тело») — высшее из трёх тел Будды, абсолютное проявление духовной сущности, сущность мироздания, постижимая только посредством высшего просветления.
Дхармакая соответствует сфере без форм и непостижима с помощью чувств или ума.

## См.также
- Трикая — концепция «Трёх тел Будды».
- Самбхогакая — «Божественное тело».
- Нирманакая — «Феноменальное/физическое тело».